# Sara Algotsson Ostholt
Sara Anneli Algotsson Ostholt, född Algotsson 8 december 1974 i Kristvalla församling i Nybro kommun, är en svensk ryttare som tävlar i fälttävlan. Hon tävlar för Ridklubben Udden i Kalmar.
Algotsson Ostholt har haft stora framgångar som senior med bland annat fyra SM-guld och framskjutna placeringar i EM-kval och i världscupfinaler. Hon deltog i olympiska spelen i Aten 2004 med hästen Robin des Bois, där de slutade på 34:e plats i den individuella tävlingen. Hennes andra OS gjorde hon med hästen Wega i London 2012. Efter att ha varit nära att vinna guldet, men missat det på grund av en rivning av sista bommen i banhoppningen, slutade de tvåa bakom tysken Michael Jung. Tidigare under dagen hade Sverige, med bland andra Algotsson Ostholt, blivit fyra i lagtävlingen.
Sara Algotsson Ostholt är yngre syster till ryttaren Linda Algotsson och gift med Frank Ostholt, som vann lagguld med Tyskland i OS i Peking/Hongkong 2008. Paret bor och tränar på tyska ridsportförbundets utbildningsanläggning i Warendorf mellan Münster och Bielefeld i Nordrhein-Westfalen, Tyskland sedan 2008. Tillsammans har de en dotter född 2010 och en son född 2014.

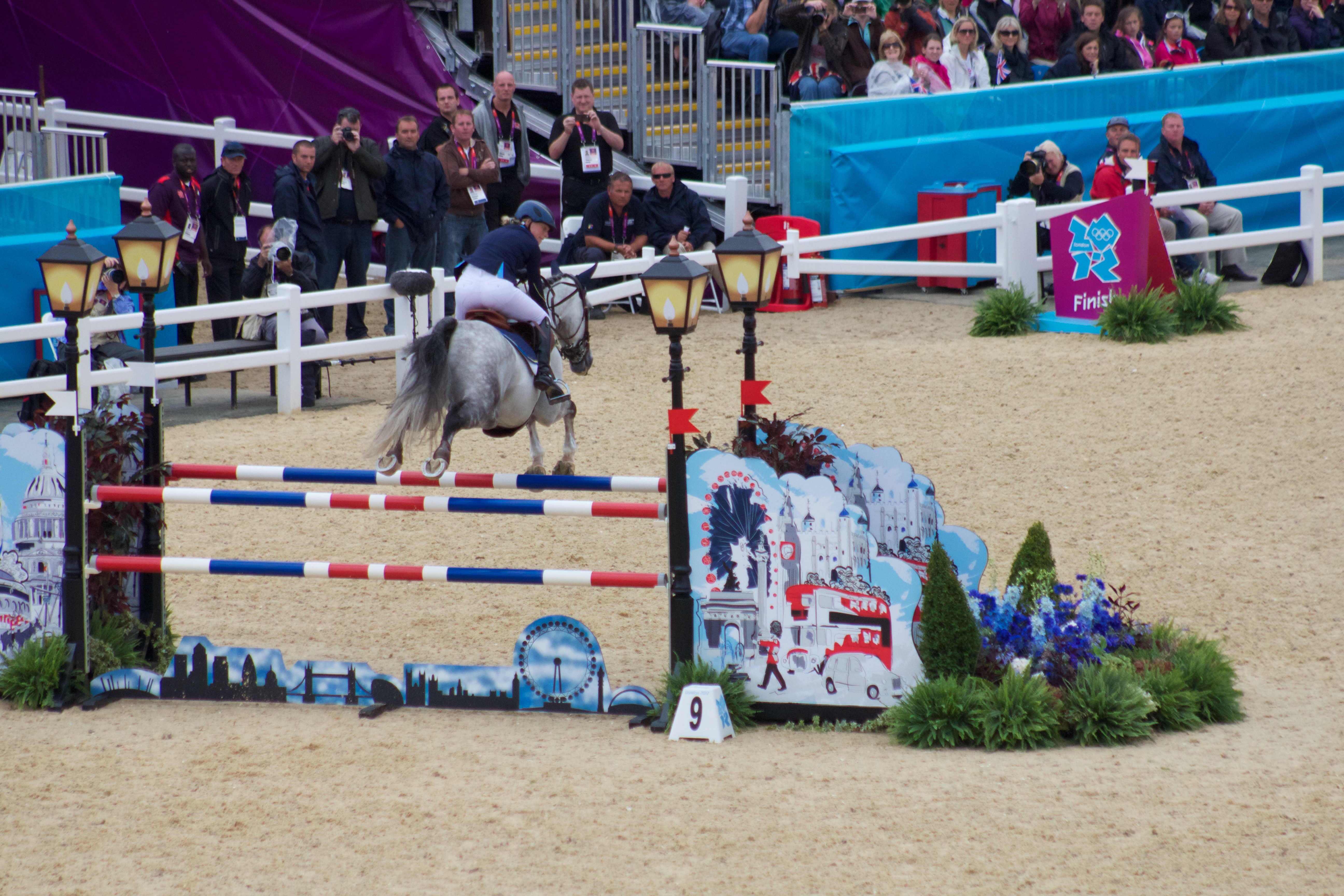
Algotsson Ostholt på Wega vid sista hindret i den individuella finalen i OS 2012

## Hästar
- Reality 39 (tidigare Mrs Medicott) (sto född 2004), Brun Hannoveranare e:Rabino u. Peppels ue. Prince Thatch xx ägare Sara Algotsson Ostholt & Sara Sjöborg Wik[4]

### Tidigare
- Wega (sto född 2001), Skimmelfärgat Svenskt varmblod e:Irco Mena u. La Fair ägare och uppfödare Margareta Algotsson
- Robin des Bois (valack född 1989), Brunt Svenskt varmblod e:Robin Z u. Princess Fair ue. Prince Fair xx uppfödare Margareta Algotsson[5]